# Coulee

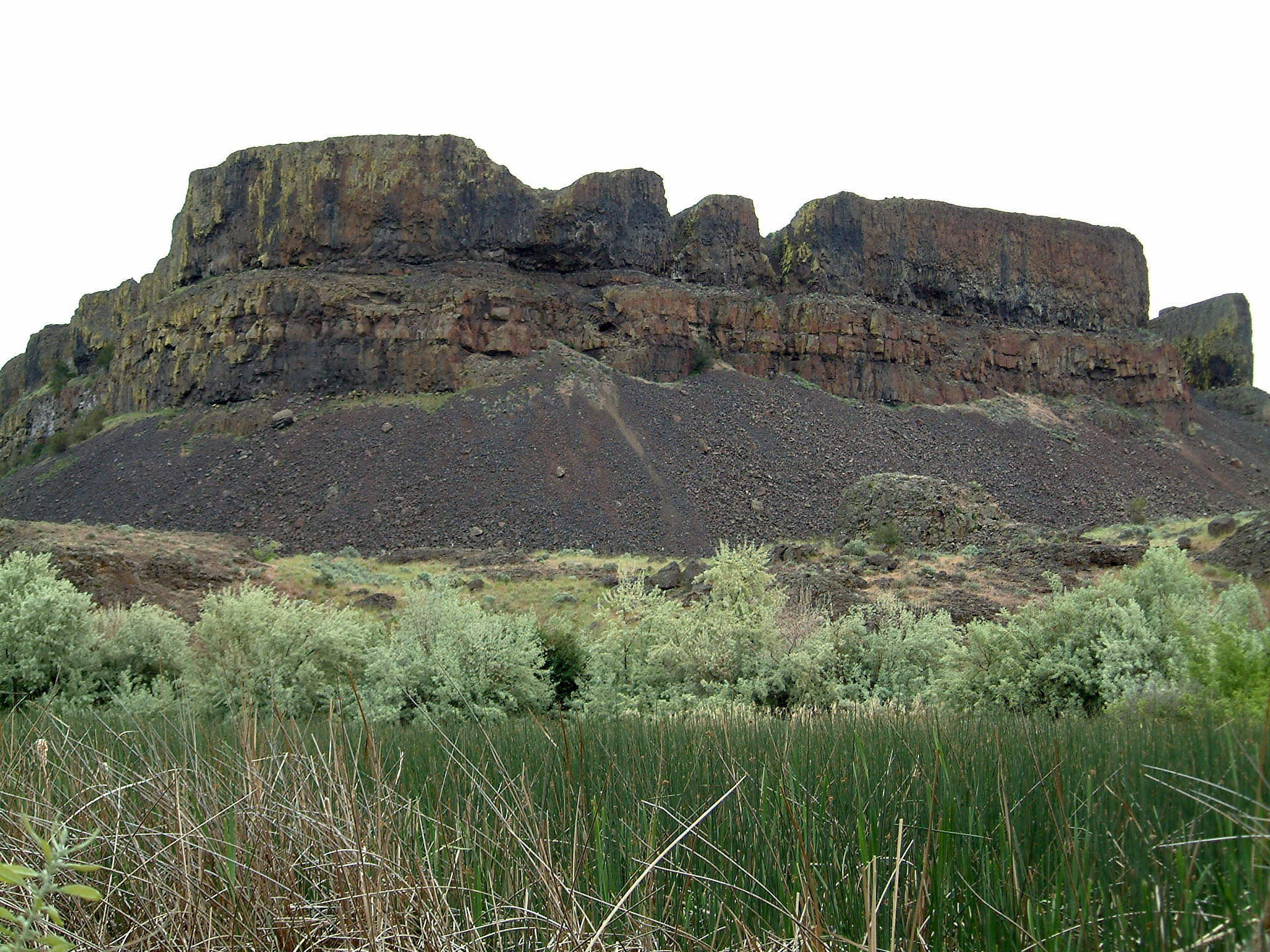
Una coulee en el parque estatal de Sun Lakes en Washington. Hay un pantano en primer plano.

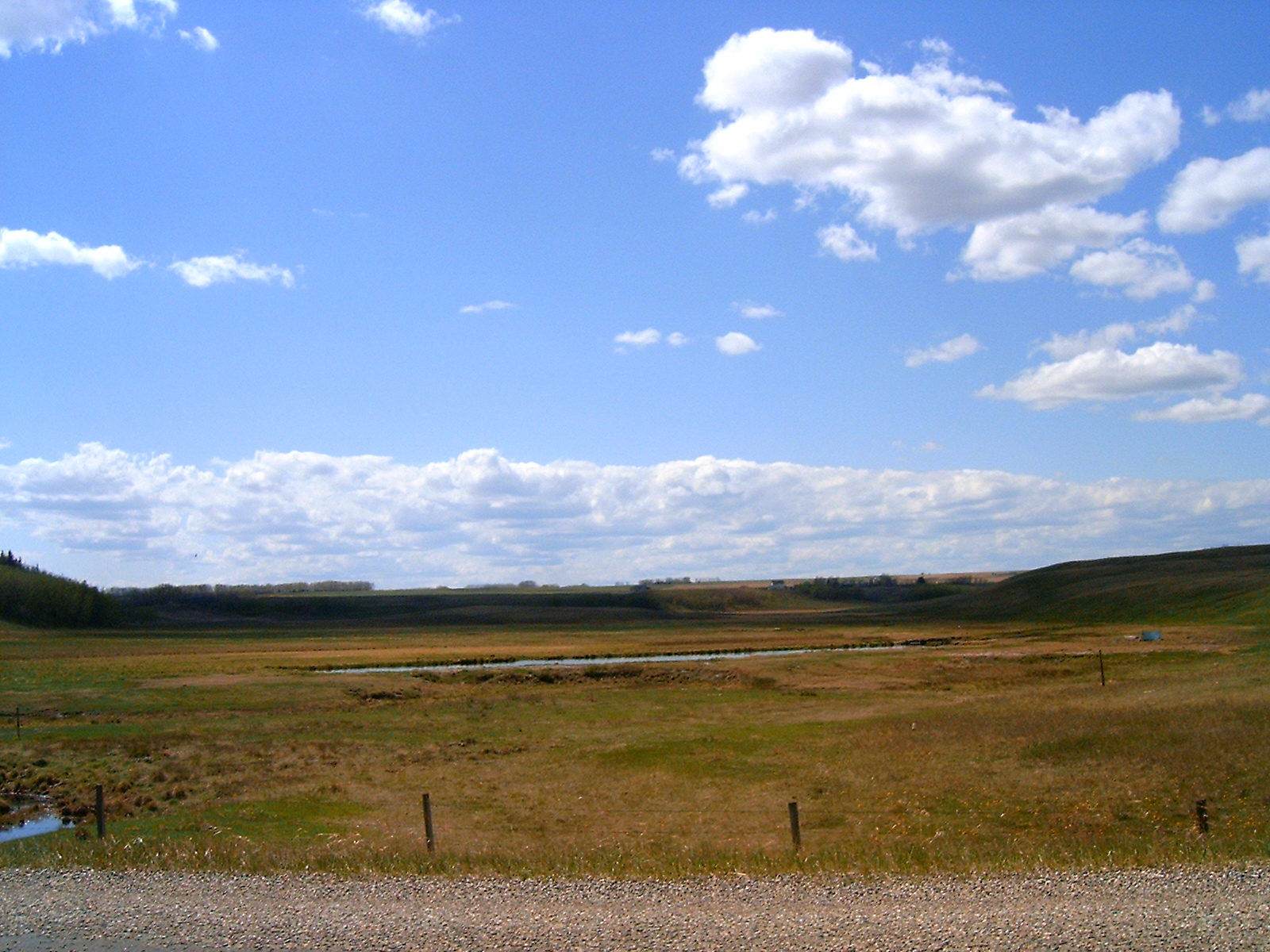
Una vista a través de una coulee en Alberta, con laderas empinadas pero bajas, y agua en el fondo

Coulee (o coulée) ( /ˈkuːleɪ/ or  /ˈkuːliː/) es un término aplicado en Geomorfología, principalmente en Estados Unidos y Canadá, a diferentes accidentes geográficos, todos ellos referentes a una clase de valle o zona de drenaje. La palabra coulee procede del francés canadiense coulée, a su vez derivado del francés couler, que significa discurrir una corriente. En español a veces se usa simplemente colada.
El término es a menudo usado intercambiablemente en las Grandes Llanuras para cualquier accidente de agua, desde los estanques hasta los arroyos.
En el sur de Luisiana, la palabra coulée (también escrita coolie) originalmente significaba una zanja o barranca usualmente seca o intermitente, pero con un caudal considerable durante la época de lluvias. A medida que esos canales de agua fueron drenados o articialmente canalizados, el término se aplicó cada vez más a los arroyos perennes, generalmente más pequeños que los bayous. El término también es usado para pequeñas zanjas o canales en el pantano.
En el noroeste de los Estados Unidos, coulee se define como un canal grande, de laderas empinadas, similar a una zanja, que comúnmente son aliviaderos y canales de inundación incisos en la meseta de basalto.

## Tipos y ejemplos

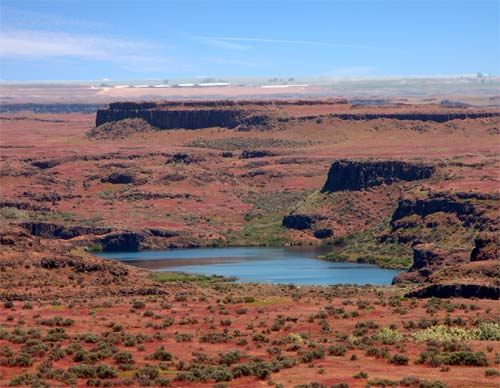
Canales de Drumheller en la meseta de Columbia de Washington

- Los  canales secos y trenzados formados por el drenaje glacial de los Scablands del este de Washington, tal como el Grand Coulee y Moses Coulee. Moses Coulee y Lenore Canyon, en la parte baja de la Grand Coulee, tienen valles colgados, donde los afluentes anteriores a la inundación se incorporan a las coulees al menos 100 m por encima de sus lechos.[3]
- Las morrenas surcadas que canalizan la escorrentía de lluvia en el área al este de meseta de Misuri, en el oeste de los Estados Unidos y el oeste de Canadá, en la base de las Montañas Rocosas.
- En el oeste de Estados Unidos, como lengua prominente de lava solidificada, formando una suerte de cañón.
- En Wisconsin, es aplicado a los valles que suelen tener altos muros empinados. Hollow es usado como sinónimo, a menudo para los valles más pequeños. El término es también aplicado a La Crosse (Wisconsin), el área metropolitana de Wisconsin, (p.e., la "Coulee Region").[4] bastante parecido a “Ciudades Gemelas” aplicado a Minneapolis-Saint Paul.
- La Gassman Coulee, en Dakota del Norte, puede haber sido un factor que contribuyó a la inundación del río Souris en junio de 2011.[cita requerida]

## Geomorfología

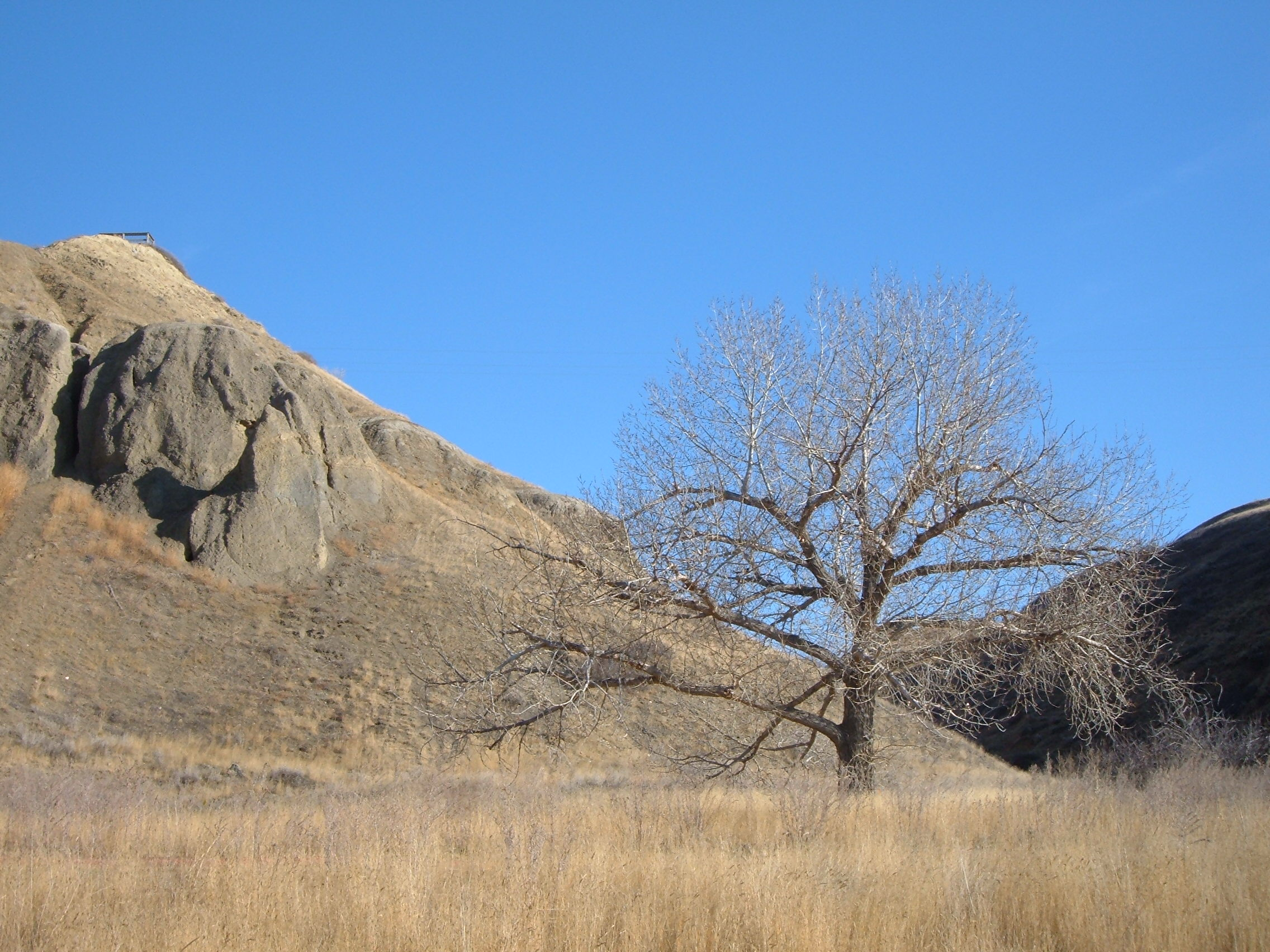
Una vista hacia arriba en una coulee en el valle del río Oldman en Lethbridge, Alberta

Aparte de las coulees formadas por las erupciones volcánicas, son comúnmente desfiladeros caracterizados por sus altas paredes que han sido formados por erosiones. Estos tipos de coulees se encuentran generalmente en el noroeste de los Estados Unidos y en el suroeste de Canadá. En el Oeste americano, el final de la úlltima edad de hielo y la rápida fusión de los glaciares provocaron catastróficas inundaciones que removieron rocas por la erosión, formando profundos cañones. Algunas coulees pueden estar estacionalmente secas, o tener pequeñas corrientes de agua, aunque esas corrientes no tienen la fuerza necesaria para causar amplias erosiones.
En Wisconsin, son el producto de casi medio millón de año de erosión, no modificadas por glaciares (ver Driftless Area). Las rocas sueltas en la base de los muros forman lo que se llaman laderas en talud (geología) (scree slopes). Estas se formaron cuando trozos de la pared del cañón dieron paso a un desprendimiento de rocas. Por otro lado, los valles están frecuentemente árbolados, con la transición en lo alto de las crestas a praderas de hierbas altas, cuando no son convertidas en pastos o usadas para cosechas.
Las coulees proporcionan un refugio contra el viento y concentran un suministo de agua a plantas que de otra manera lucharían para sobrevivir en la xerófila estepa de matorrales. Se encuentran árboles en hábitats riparios a lo largo de arroyos en coulees y en la base de sus laderas.